# Česko Slovenská SuperStar (7. řada)
Sedmá řada soutěže Česko Slovenská SuperStar, známé obecně jako SuperStar, měla premiéru na televizní stanici TV Nova 4. září a na stanici TV Markíza 3. září 2021. Jedná se o vůbec první řadu natočenou hned následující rok po odvysílání řady předchozí.

## Změny
Soutěž měly původně obě televizní stanice, které se na výrobě pořadu podílí, vysílat souběžně vždy v neděli. Nejprve ale TV Nova přesunula premiérový díl SuperStar na sobotu 4. září, čímž se pokusila zaútočit na konkurenční TV Prima, která v ten den poprvé uvedla novinku Dvojka na zabití. Důvodem měl být také zápas české fotbalové reprezentace v kvalifikaci na mistrovství světa proti Belgii, který začíná v neděli od 20:45. V dalších týdnech by SuperStar měla pokračovat vždy v neděli. Později změnila programové schéma i TV Markíza, a to kvůli velmi úspěšnému pořadu Byť zdravý je výhra na stanici Jednotka, který později na podzim nahradil pořad Pečie celé Slovensko, jehož českou verzi sledovalo průměrně přes 1,25 milionu diváků. Poprvé v historii tak je SuperStar na Slovensku na televizních obrazovkách každý týden už v pátek večer.

## Porota
V polovině června 2021 byla oficiálně potvrzena celá porota. Poprvé v historii nedošlo v jejím složení k žádné změně. I v tomto roce má pět členů, Pavol Habera, který se zúčastnil všech řad, má po svém boku moderátora Leoše Mareše, komika a muzikanta Mariána Čekovského, účastnici SuperStar z roku 2009 Moniku Bagárovou a herečku Patricii Pagáčovou. Roli moderátorky ve finalových kolech zastane zpěvačka a bývalá porotkyně SuperStar Ewa Farna.

## Super výběr

### Máchovo jezero
82 soutěžících postoupilo do soutěžního kola, které se odehrávalo u Máchova jezera. Soutěžící byli rozřazeni do tří sekcí.
První části účastníků vystupující ve skupinách po třech nebo po čtyřech byla vždy přiřazena jedna společná píseň, kterou se museli naučit. Podle potřeby porotců někteří účastníci zazpívali následně ještě jednu píseň acapella.
| Soutěžící | Soutěžící                   | Píseň                              | Interpret                            | Píseň a interpret v 2. kole (acapella)              | Rozhodnutí |
| --------- | --------------------------- | ---------------------------------- | ------------------------------------ | --------------------------------------------------- | ---------- |
|           | Dominique Alagia            | "Single Ladies (Put a Ring on It)" | Beyoncé                              | "Always Remember Us This Way" – Lady Gaga           | Postoupila |
|           | Barbora Štanclová           | "Single Ladies (Put a Ring on It)" | Beyoncé                              | "Never Enough" – Loren Allred                       | Postoupila |
|           | Tereza Smetanová            | "Single Ladies (Put a Ring on It)" | Beyoncé                              | "Someone You Loved" – Lewis Capaldi                 | Postoupila |
|           | Katarína Pustaiová          | "Single Ladies (Put a Ring on It)" | Beyoncé                              | "Hurt" – Christina Aguilera                         | Postoupila |
|           |                             |                                    |                                      |                                                     |            |
|           | David Jablonski             | "This Is Me"                       | Keala Settle                         | —                                                   | Vyřazen    |
|           | Kateřina Lebedová           | "This Is Me"                       | Keala Settle                         | —                                                   | Vyřazena   |
|           | Lucie Rejková               | "This Is Me"                       | Keala Settle                         | —                                                   | Vyřazena   |
|           |                             |                                    |                                      |                                                     |            |
|           | Timea Jazudeková            | "The Edge of Glory"                | Lady Gaga                            | —                                                   | Vyřazena   |
|           | Pamela Narimanian           | "The Edge of Glory"                | Lady Gaga                            | —                                                   | Postoupila |
|           | Miriam Jarošová             | "The Edge of Glory"                | Lady Gaga                            | —                                                   | Postoupila |
|           |                             |                                    |                                      |                                                     |            |
|           | Michal Pribylinec           | "Power Over Me"                    | Dermot Kennedy                       | "Tennessee Whiskey" – Chris Stapleton               | Postoupil  |
|           | Adam Pavlovčin              | "Power Over Me"                    | Dermot Kennedy                       | "Into You" – Ariana Grande                          | Postoupil  |
|           | Adam Janota                 | "Power Over Me"                    | Dermot Kennedy                       | "We Don't Have to Take Our Clothes Off" – Ella Eyre | Postoupil  |
|           |                             |                                    |                                      |                                                     |            |
|           | Angelika Kollmannová        | "Wannabe"                          | Spice Girls                          | —                                                   | Postoupila |
|           | Nelly Řehořová              | "Wannabe"                          | Spice Girls                          | —                                                   | Postoupila |
|           | Angelika Sofia Selepková    | "Wannabe"                          | Spice Girls                          | —                                                   | Postoupila |
|           |                             |                                    |                                      |                                                     |            |
|           | Branislav Mojsej            | "Stronger"                         | Christina Aguilera                   | —                                                   | Vyřazen    |
|           | Juraj Kukura                | "Stronger"                         | Christina Aguilera                   | —                                                   | Vyřazen    |
|           | Filip Hořejš                | "Stronger"                         | Christina Aguilera                   | —                                                   | Vyřazen    |
|           | David Milion                | "Stronger"                         | Christina Aguilera                   | —                                                   | Vyřazen    |
|           |                             |                                    |                                      |                                                     |            |
|           | Sabina Olivje               | "I Kissed a Girl"                  | Katy Perry                           | "No One" – Alicia Keys                              | Vyřazena   |
|           | Aneta Šrubařová             | "I Kissed a Girl"                  | Katy Perry                           | "All I Ask" – Adele                                 | Vyřazena   |
|           | Kateřina Krejčíková         | "I Kissed a Girl"                  | Katy Perry                           | "Skvělej nápad" – Aneta Langerová                   | Postoupila |
|           |                             |                                    |                                      |                                                     |            |
|           | Ludvík Hušek                | "Before You Go"                    | Lewis Capaldi                        | —                                                   | Postoupil  |
|           | Monika Žilková              | "Before You Go"                    | Lewis Capaldi                        | —                                                   | Postoupila |
|           | Katarína Štohrová           | "Before You Go"                    | Lewis Capaldi                        | —                                                   | Postoupila |
|           | Filip Pomajbiš              | "Before You Go"                    | Lewis Capaldi                        | —                                                   | Vyřazen    |
|           |                             |                                    |                                      |                                                     |            |
|           | Petr Jiran                  | "A Thousand Years"                 | Christina Perri                      | "Someone You Loved" – Lewis Capaldi                 | Postoupil  |
|           | Erika Reindlová             | "A Thousand Years"                 | Christina Perri                      | "Ain't Nobody (Loves Me Better)" – Jasmine Thompson | Postoupila |
|           | Hana Husenicová             | "A Thousand Years"                 | Christina Perri                      | "Láska" – Marcel Palonder                           | Vyřazena   |
|           | Martin Málek                | "A Thousand Years"                 | Christina Perri                      | "In My Blood" – Shawn Mendes                        | Vyřazen    |
|           |                             |                                    |                                      |                                                     |            |
|           | Sabina Ulmanová             | "Can't Remember to Forget You"     | Shakira & Rihanna                    | —                                                   | Postoupila |
|           | Felicita Victoria Prokešová | "Can't Remember to Forget You"     | Shakira & Rihanna                    | —                                                   | Postoupila |
|           | Elizabeth Kopecká           | "Can't Remember to Forget You"     | Shakira & Rihanna                    | —                                                   | Postoupila |
|           |                             |                                    |                                      |                                                     |            |
|           | Nikolas Bitkovskij          | "Motýli"                           | Mandrage                             | "When I Was Your Man" – Bruno Mars                  | Postoupil  |
|           | Martin Probošt              | "Motýli"                           | Mandrage                             | "Can You Feel the Love Tonight" – Elton John        | Postoupil  |
|           | Jakub Kubín                 | "Motýli"                           | Mandrage                             | "Bruises" – Lewis Capaldi                           | Vyřazen    |
|           |                             |                                    |                                      |                                                     |            |
|           | Lukáš Holoubek              | "Sweet Dreams (Are Made of This)"  | Eurythmics                           | "When I Was Your Man" – Bruno Mars                  | Postoupil  |
|           | Petra Zubčáková             | "Sweet Dreams (Are Made of This)"  | Eurythmics                           | "If I Ain't Got You" – Alicia Keys                  | Postoupila |
|           | Kristián Ilčík              | "Sweet Dreams (Are Made of This)"  | Eurythmics                           | "Proklínám" – Janek Ledecký                         | Postoupil  |
|           |                             |                                    |                                      |                                                     |            |
|           | Lara Abou Hamdan            | "Bang Bang"                        | Jessie J, Ariana Grande, Nicki Minaj | —                                                   | Vyřazena   |
|           | Carmen Saroyan              | "Bang Bang"                        | Jessie J, Ariana Grande, Nicki Minaj | —                                                   | Postoupila |
|           | Chili Ta Thuy               | "Bang Bang"                        | Jessie J, Ariana Grande, Nicki Minaj | —                                                   | Odstoupila |
|           |                             |                                    |                                      |                                                     |            |
|           | Henrieta Bobuľová           | "Every Breath You Take"            | The Police                           | —                                                   | Postoupila |
|           | Kristina Allaniiazová       | "Every Breath You Take"            | The Police                           | —                                                   | Postoupila |
|           | Andrea Nacičová             | "Every Breath You Take"            | The Police                           | —                                                   | Vyřazena   |
|           | Barbara Bortolini           | "Every Breath You Take"            | The Police                           | —                                                   | Postoupila |
|           |                             |                                    |                                      |                                                     |            |
|           | Dávid Bílek                 | "Giant"                            | Rag'n'Bone Man                       | "I Won't Give Up" – Jason Mraz                      | Postoupil  |
|           | Martin Duffek               | "Giant"                            | Rag'n'Bone Man                       | "The Messenger" – Linkin Park                       | Postoupil  |
|           | Adam Řičica                 | "Giant"                            | Rag'n'Bone Man                       | "Lonely" – Justin Bieber                            | Postoupil  |
|           |                             |                                    |                                      |                                                     |            |
|           | David Šamko                 | "Marry You"                        | Bruno Mars                           | —                                                   | Postoupil  |
|           | Adam Dráb                   | "Marry You"                        | Bruno Mars                           | —                                                   | Postoupil  |
|           | Viktorie Zajptová           | "Marry You"                        | Bruno Mars                           | —                                                   | Vyřazena   |
|           | Natálie Zbuzková            | "Marry You"                        | Bruno Mars                           | —                                                   | Postoupila |
|           |                             |                                    |                                      |                                                     |            |
|           | Kristína Oríšková           | "Because of You"                   | Kelly Clarkson                       | —                                                   | Postoupila |
|           | Nikola Votrubová            | "Because of You"                   | Kelly Clarkson                       | —                                                   | Postoupila |
|           | Adéla Schlesingerová        | "Because of You"                   | Kelly Clarkson                       | —                                                   | Postoupila |

Druhá část účastníků byla rozdělena do dvojic typově podobných zpěváků, oba z páru se museli naučit stejnou píseň a následně se utkali formou duelu.
| Soutěžící | Soutěžící         | Píseň                     | Interpret                     | Hodnocení porotců | Hodnocení porotců | Hodnocení porotců | Hodnocení porotců | Hodnocení porotců | Rozhodnutí |
| Soutěžící | Soutěžící         | Píseň                     | Interpret                     | Mareš             | Pagáčová          | Čeky              | Bagárová          | Habera            | Rozhodnutí |
| --------- | ----------------- | ------------------------- | ----------------------------- | ----------------- | ----------------- | ----------------- | ----------------- | ----------------- | ---------- |
|           | Amos Dragošek     | "Stánky"                  | František Nedvěd a Jan Nedvěd | Ano               | Ano               | Ne                | Ne                | Ne                | Vyřazen    |
|           | Filip Svoboda     | "Stánky"                  | František Nedvěd a Jan Nedvěd | Ano               | Ano               | Ne                | Ano               | Ne                | Postoupil  |
|           |                   |                           |                               |                   |                   |                   |                   |                   |            |
|           | Emanuel Görči     | "Part-Time Lover"         | Stevie Wonder                 | Ne                | Ne                | Ne                | Ne                | Ne                | Vyřazen    |
|           | Štefan Čikoš      | "Part-Time Lover"         | Stevie Wonder                 | Ne                | Ne                | Ne                | Ne                | Ne                | Vyřazen    |
|           |                   |                           |                               |                   |                   |                   |                   |                   |            |
|           | Nikita Machytková | "Wolves"                  | Selena Gomez                  | Ne                | Ne                | Ano               | Ano               | Ano               | Postoupila |
|           | Lucia Hollá       | "Wolves"                  | Selena Gomez                  | Ne                | Ano               | Ne                | Ne                | Ne                | Vyřazena   |
|           |                   |                           |                               |                   |                   |                   |                   |                   |            |
|           | Valerie Kaňová    | "Flashlight"              | Jessie J                      | Ano               | Ano               | Ano               | Ano               | Ano               | Postoupila |
|           | Marietta Mareková | "Flashlight"              | Jessie J                      | Ano               | Ano               | Ano               | Ano               | Ano               | Postoupila |
|           |                   |                           |                               |                   |                   |                   |                   |                   |            |
|           | Lucia Čierna      | "Daj ruku do mojej ruky"  | Zuzana Smatanová              | Ano               | Ne                | Ne                | Ano               | Ne                | Vyřazena   |
|           | Karin Doričková   | "Daj ruku do mojej ruky"  | Zuzana Smatanová              | Ano               | Ne                | Ne                | Ne                | Ne                | Vyřazena   |
|           |                   |                           |                               |                   |                   |                   |                   |                   |            |
|           | Štěpán Růžička    | "7 Years"                 | Lukas Graham                  | Ano               | Ne                | Ano               | Ano               | Ano               | Postoupil  |
|           | Michal Nováček    | "7 Years"                 | Lukas Graham                  | Ano               | Ano               | Ano               | Ano               | Ano               | Postoupil  |
|           |                   |                           |                               |                   |                   |                   |                   |                   |            |
|           | Jiří Langr        | "Can't Stop the Feeling!" | Justin Timberlake             | Ano               | Ne                | Ano               | Ne                | Ano               | Postoupil  |
|           | Jakub Kroczek     | "Can't Stop the Feeling!" | Justin Timberlake             | Ne                | Ne                | Ne                | Ne                | Ne                | Vyřazen    |

Zbylou skupinku tvořili soutěžící, jejichž výkony na castinzích porotu nejvíce divergovala. Ti museli přidělenou písničku zazpívat sami.
| Soutěžící | Soutěžící        | Píseň                                                      | Interpret             | Hodnocení porotců | Hodnocení porotců | Hodnocení porotců | Hodnocení porotců | Hodnocení porotců | Rozhodnutí |
| Soutěžící | Soutěžící        | Píseň                                                      | Interpret             | Mareš             | Pagáčová          | Čeky              | Bagárová          | Habera            | Rozhodnutí |
| --------- | ---------------- | ---------------------------------------------------------- | --------------------- | ----------------- | ----------------- | ----------------- | ----------------- | ----------------- | ---------- |
|           | Daniela Bakšiová | "Happier Than Ever"                                        | Billie Eilish         | Ne                | Ano               | Ano               | Ne                | Ano               | Postoupila |
|           |                  |                                                            |                       |                   |                   |                   |                   |                   |            |
|           | Tomáš Benko      | "King"                                                     | Years & Years         | Ne                | Ne                | Ne                | Ano               | Ne                | Vyřazen    |
|           |                  |                                                            |                       |                   |                   |                   |                   |                   |            |
|           | Marián Hollý     | "Don't"                                                    | Ed Sheeran            | Ne                | Ano               | Ano               | Ano               | Ne                | Postoupil  |
|           |                  |                                                            |                       |                   |                   |                   |                   |                   |            |
|           | Cong Minh Ngo    | "Kdyby sis oči vyplakala" "When I Was Your Man" (acapella) | Karel Gott Bruno Mars | Ano               | Ne                | Ne                | Ano               | Ne                | Vyřazen    |
|           |                  |                                                            |                       |                   |                   |                   |                   |                   |            |
|           | Ladislav Hunka   | "Tainted Love"                                             | Marilyn Manson        | Ano               | Ano               | Ano               | Ano               | Ano               | Postoupil  |
|           |                  |                                                            |                       |                   |                   |                   |                   |                   |            |
|           | Jakub Machulda   | "You Raise Me Up"                                          | Josh Groban           | Ano               | Ne                | Ne                | Ne                | Ne                | Vyřazen    |
|           |                  |                                                            |                       |                   |                   |                   |                   |                   |            |
|           | Hana Dziaková    | "Mercy" "Next to Me" (acapella)                            | Duffy Imagine Dragons | Ne                | Ne                | Ne                | Ano               | Ano               | Vyřazena   |
|           |                  |                                                            |                       |                   |                   |                   |                   |                   |            |
|           | Kateřina Chybová | "No Roots"                                                 | Alice Merton          | Ne                | Ano               | Ano               | Ano               | Ano               | Postoupila |

Osud tří postupujících z castingů - Amelie Zory Benmisi, Václava Kopky a Ondřeje Pernera nám zůstal de facto neznámý. Jelikož nebyli ani jednou ukázáni v tomto kole, je zřejmé, že odstoupili, či vypadli.

### Duety
Do další fáze postoupilo 50 soutěžících, kteří zpívali ve dvojicích produkcí přidělené písně. Duety se konaly v Staré čističce odpadních vod v Praze.
| Soutěžící | Soutěžící                   | Píseň                              | Interpret                              | Rozhodnutí |
| --------- | --------------------------- | ---------------------------------- | -------------------------------------- | ---------- |
|           | Monika Žilková              | "Runaway Baby"                     | Bruno Mars                             | Postoupila |
|           | Miriam Jarošová             | "Runaway Baby"                     | Bruno Mars                             | Vyřazena   |
|           |                             |                                    |                                        |            |
|           | Valrie Kaňová               | "Tell Him"                         | Céline Dion & Barbra Streisand         | Postoupila |
|           | Katarína Pustaiová          | "Tell Him"                         | Céline Dion & Barbra Streisand         | Postoupila |
|           |                             |                                    |                                        |            |
|           | Nikola Votrubová            | "Moves Like Jagger"                | Maroon 5 & Christina Aguilera          | Vyřazena   |
|           | David Šamko                 | "Moves Like Jagger"                | Maroon 5 & Christina Aguilera          | Vyřazen    |
|           |                             |                                    |                                        |            |
|           | Kristína Oríšková           | "Apologize"                        | OneRepublic                            | Vyřazena   |
|           | Filip Svoboda               | "Apologize"                        | OneRepublic                            | Postoupil  |
|           |                             |                                    |                                        |            |
|           | Dominique Alagia            | "Photograph"                       | Ed Sheeran                             | Vyřazena   |
|           | Martin Probošt              | "Photograph"                       | Ed Sheeran                             | Postoupil  |
|           |                             |                                    |                                        |            |
|           | Štěpán Růžička              | "Just Give Me a Reason"            | P!nk & Nate Ruess                      | Vyřazen    |
|           | Sabina Ulmanová             | "Just Give Me a Reason"            | P!nk & Nate Ruess                      | Vyřazena   |
|           |                             |                                    |                                        |            |
|           | Natálie Zbuzková            | "Say Something"                    | A Great Big World & Christina Aguilera | Postoupila |
|           | Michal Nováček              | "Say Something"                    | A Great Big World & Christina Aguilera | Vyřazen    |
|           |                             |                                    |                                        |            |
|           | Angelika Sofia Selepková    | "Stronger (What Doesn't Kill You)" | Kelly Clarkson                         | Vyřazena   |
|           | Tereza Smetanová            | "Stronger (What Doesn't Kill You)" | Kelly Clarkson                         | Vyřazena   |
|           |                             |                                    |                                        |            |
|           | Adéla Schlesingerová        | "Stay"                             | Rihanna & Mikky Ekko                   | Vyřazena   |
|           | Adam Janota                 | "Stay"                             | Rihanna & Mikky Ekko                   | Postoupil  |
|           |                             |                                    |                                        |            |
|           | Petra Zubčáková             | "Stay with Me"                     | Sam Smith                              | Vyřazena   |
|           | Adam Řičica                 | "Stay with Me"                     | Sam Smith                              | Vyřazen    |
|           |                             |                                    |                                        |            |
|           | Angelika Kollmannová        | "I Got You Babe"                   | Sonny & Cher                           | Postoupila |
|           | Jiří Langr                  | "I Got You Babe"                   | Sonny & Cher                           | Vyřazen    |
|           |                             |                                    |                                        |            |
|           | Barbara Bortolini           | "Little Talks"                     | Of Monsters and Men                    | Vyřazena   |
|           | Lukáš Holoubek              | "Little Talks"                     | Of Monsters and Men                    | Vyřazen    |
|           |                             |                                    |                                        |            |
|           | Marietta Mareková           | "Everything Burns"                 | Ben Moody & Anastacia                  | Postoupila |
|           | Ludvík Hušek                | "Everything Burns"                 | Ben Moody & Anastacia                  | Vyřazen    |
|           |                             |                                    |                                        |            |
|           | Michal Pribylinec           | "(I've Had) The Time of My Life"   | Bill Medley & Jennifer Warnes          | Vyřazen    |
|           | Felicita Victoria Prokešová | "(I've Had) The Time of My Life"   | Bill Medley & Jennifer Warnes          | Vyřazena   |
|           |                             |                                    |                                        |            |
|           | Elizabeth Kopecká           | "Hallelujah"                       | Leonard Cohen                          | Postoupila |
|           | Adam Pavlovčin              | "Hallelujah"                       | Leonard Cohen                          | Postoupil  |
|           |                             |                                    |                                        |            |
|           | Pamela Narimanian           | "Uptown Funk"                      | Bruno Mars                             | Vyřazena   |
|           | Dávid Bílek                 | "Uptown Funk"                      | Bruno Mars                             | Postoupil  |
|           |                             |                                    |                                        |            |
|           | Katarína Štohrová           | "Stand by Me"                      | Lady Gaga & Sting                      | Postoupila |
|           | Martin Duffek               | "Stand by Me"                      | Lady Gaga & Sting                      | Postoupil  |
|           |                             |                                    |                                        |            |
|           | Kristina Allaniiazová       | "Save Your Tears"                  | The Weeknd & Ariana Grande             | Vyřazena   |
|           | Kristián Ilčík              | "Save Your Tears"                  | The Weeknd & Ariana Grande             | Vyřazen    |
|           |                             |                                    |                                        |            |
|           | Kateřina Chybová            | "Nothing Compares 2 U"             | Sinéad O'Connor                        | Postoupila |
|           | Daniela Bakšiová            | "Nothing Compares 2 U"             | Sinéad O'Connor                        | Postoupila |
|           |                             |                                    |                                        |            |
|           | Carmen Saroyan              | "Shallow"                          | Lady Gaga & Bradley Cooper             | Vyřazena   |
|           | Barbora Štanclová           | "Shallow"                          | Lady Gaga & Bradley Cooper             | Vyřazena   |
|           |                             |                                    |                                        |            |
|           | Erika Reindlová             | "I'm Yours"                        | Jason Mraz                             | Vyřazena   |
|           | Nikolas Bitkovskij          | "I'm Yours"                        | Jason Mraz                             | Postoupil  |
|           |                             |                                    |                                        |            |
|           | Henrieta Bobuľová           | "Falling Slowly"                   | Glen Hansard & Markéta Irglová         | Vyřazena   |
|           | Adam Dráb                   | "Falling Slowly"                   | Glen Hansard & Markéta Irglová         | Vyřazen    |
|           |                             |                                    |                                        |            |
|           | Nikita Machytková           | "Perfect"                          | Ed Sheeran & Beyoncé                   | Postoupila |
|           | Petr Jiran                  | "Perfect"                          | Ed Sheeran & Beyoncé                   | Postoupil  |
|           |                             |                                    |                                        |            |
|           | Nelly Řehořová              | "Pumped Up Kicks"                  | Foster the People                      | Vyřazena   |
|           | Marián Hollý                | "Pumped Up Kicks"                  | Foster the People                      | Vyřazen    |
|           |                             |                                    |                                        |            |
|           | Kateřina Krejčíková         | "Hello"                            | Lionel Richie & Jennifer Nettles       | Vyřazena   |
|           | Ladislav Hunka              | "Hello"                            | Lionel Richie & Jennifer Nettles       | Postoupil  |

### Finálový výběr (semifinále)
Do poslední předtočené fáze postoupilo 20 soutěžících, kteří vystoupili v pražském klubu Epic s písní své volby za doprovodu živé kapely. Toto semifinálové kolo nebylo již podruhé vysíláno živě a porota sama vybrala finálovou desítku.
| Pořadí | Stát      | Soutěžící            | Píseň                         | Interpret          | Rozhodnutí |
| ------ | --------- | -------------------- | ----------------------------- | ------------------ | ---------- |
| 4      | Slovensko | Daniela Bakšiová     | "Wish You Were Here"          | Pink Floyd         | Vyřazena   |
| 9      | Česko     | Nikolas Bitkovskij   | "Watermelon Sugar"            | Harry Styles       | Postoupil  |
| 19     | Slovensko | Dávid Bílek          | "Treat You Better"            | Shawn Mendes       | Vyřazen    |
| 13     | Česko     | Martin Duffek        | "Chci zas v tobě spát"        | Lucie              | Vyřazen    |
| 11     | Slovensko | Ladislav Hunka       | "Too Close (Acoustic)"        | Alex Clare         | Postoupil  |
| 14     | Česko     | Kateřina Chybová     | "Snowman"                     | Sia                | Vyřazena   |
| 16     | Česko     | Adam Janota          | "Next to Me"                  | Imagine Dragons    | Postoupil  |
| 5      | Česko     | Petr Jiran           | "Jealous"                     | Labrinth           | Postoupil  |
| 2      | Česko     | Valerie Kaňová       | "Je suis malade"              | Lara Fabian        | Vyřazena   |
| 6      | Slovensko | Angelika Kollmannová | "IDGAF"                       | Dua Lipa           | Vyřazena   |
| 20     | Česko     | Elizabeth Kopecká    | "Always Remember Us This Way" | Lady Gaga          | Postoupila |
| 8      | Česko     | Nikita Machytková    | "Love on the Brain"           | Rihanna            | Postoupila |
| 15     | Slovensko | Marietta Mareková    | "When We Were Young"          | Adele              | Postoupila |
| 3      | Slovensko | Adam Pavlovčin       | "Another Love"                | Tom Odell          | Postoupil  |
| 17     | Česko     | Martin Probošt       | "Your Song"                   | Elton John         | Vyřazen    |
| 10     | Slovensko | Katarína Pustaiová   | "You Lost Me"                 | Christina Aguilera | Vyřazena   |
| 7      | Česko     | Filip Svoboda        | "Leave a Light On"            | Tom Walker         | Postoupil  |
| 12     | Slovensko | Katarína Štohrová    | "Love Hurts"                  | Nazareth           | Postoupila |
| 18     | Česko     | Natálie Zbuzková     | "Sober"                       | Demi Lovato        | Vyřazena   |
| 1      | Česko     | Monika Žilková       | "Proud Mary"                  | Tina Turner        | Vyřazena   |

## Finalisté
| Tvar SMS | Stát      | Soutěžící          | Věk | Bydliště             | Umístění  |
| -------- | --------- | ------------------ | --- | -------------------- | --------- |
| Star 1   | Česko     | Nikolas Bitkovskij | 20  | Liberec              | 3. místo  |
| Star 2   | Slovensko | Ladislav Hunka     | 27  | Bánovce nad Bebravou | 8. místo  |
| Star 3   | Česko     | Adam Janota        | 27  | Praha                | 7. místo  |
| Star 4   | Česko     | Petr Jiran         | 23  | Praha                | 5. místo  |
| Star 5   | Česko     | Elizabeth Kopecká  | 27  | Praha                | 2. místo  |
| Star 6   | Slovensko | Marietta Mareková  | 17  | Smižany              | 6. místo  |
| Star 7   | Slovensko | Adam Pavlovčin     | 26  | Praha                | 1. místo  |
| Star 9   | Slovensko | Katarína Stohrová  | 19  | Rožňava              | 4. místo  |
| Star 8   | Česko     | Filip Svoboda      | 21  | Praha                | 9. místo  |
| Star 10  | Česko     | Nikita Machytková  | 17  | Praha                | 10. místo |

## Finálové večery
V sedmém ročníků Československé SuperStar se uskuteční 4 finálové kola završená velkým finále.

#### TOP 10
V tomto díle zazpívali svou společnou píseň finalisté první české SuperStar z roku 2004 Veď mě dál
| Pořadí | Soutěžící          | Píseň                   | Zpěvák           | Rozhodnutí    |
| ------ | ------------------ | ----------------------- | ---------------- | ------------- |
| 1      | Nikita Machytková  | „Mercy“                 | Duffy            | Nepostupující |
| 2      | Nikolas Bitkovskij | „When I Was Your Man“   | Bruno Mars       | Postupující   |
| 3      | Filip Svoboda      | "Hotel California“      | Eages            | Nepostupující |
| 4      | Ladislav Hunka     | „Sex is On Fire“        | Kings of Leon    | Postupující   |
| 5      | Marietta Mareková  | „Un-Break My Heart"     | Toni Braxton     | Postupující   |
| 6      | Adam Janota        | „Shut Up and Dance“     | Walk The Moon    | Postupující   |
| 7      | Adam Pavlovčin     | „Driving license“       | Olivia Rodrigová | Postupující   |
| 8      | Elizabeth Kopecká  | „Try“                   | Pink             | Postupující   |
| 9      | Katarína Stohrová  | „Rebel Yell“            | Miley Cyrus      | Postupující   |
| 10     | Petr Jiran         | „When the Party's Over“ | Billie Eilish    | Postupující   |

#### TOP 8
V tomto díle představili svou společnou píseň finalisté první slovenské SuperStar z roku 2004 Kým vieš snívať.
| Pořadí | Soutěžící          | Skladba                              | Rozhodnutí    |
| ------ | ------------------ | ------------------------------------ | ------------- |
| 1      | Marietta Mareková  | Joss Stone – "Son of A Preacher Man" | Postupující   |
| 2      | Adam Janota        | Harry Styles – "Sing of The Times"   | Nepostupující |
| 3      | Katarína Stohrová  | Lana Del Rey – "Young and Beautiful" | Postupující   |
| 4      | Nikolas Bitkovskij | Ed Sheeran – "Bad Habits"            | Postupující   |
| 5      | Adam Pavlovčin     | Dua Lipa – "Physical"                | Postupující   |
| 6      | Petr Jiran         | Coldplay – "A Sky Full of Stars"     | Postupující   |
| 7      | Ladislav Hunka     | John Legend – "All of Me"            | Nepostupující |
| 8      | Elizabeth Kopecká  | Queen – "Show Must Go On"            | Postupující   |

#### TOP 6
V tomto díle představili svou společnou píseň finalisté první československé Superstar z roku 2009 Príbeh nekončí
| Pořadí | Soutěžící          | Skladba                                                    | Rozhodnutí    |
| ------ | ------------------ | ---------------------------------------------------------- | ------------- |
| 1      | Marietta Mareková  | Lady Gaga - "Bad Romance"                                  | Nepostupující |
| 2      | Nikolas Bitkovskij | Calum Scott - "You Are the Reason"                         | Postupující   |
| 3      | Adam Pavlovčin     | James Bay - "Hold Back The River (Live At The Hotel Cafe)" | Postupující   |
| 4      | Elizabeth Kopecká  | Adele - "Rolling in the Deep"                              | Postupující   |
| 5      | Katarína Stohrová  | LP - "Lost On You"                                         | Postupující   |
| 6      | Petr Jiran         | Lewis Capaldi - "Someone You Loved"                        | Nepostupující |

Duety
| Pořadí | Soutěžící                              | Skladba                                         |
| ------ | -------------------------------------- | ----------------------------------------------- |
| 1      | Elizabeth Kopecká a Petr Jiran         | Václav Neckář a Marta Kubišová - "Časy se mění" |
| 2      | Katarína Stohrová a Nikolas Bitkovskij | Slza a Celeste Buckingham - "Na srdci"          |
| 3      | Marietta Mareková a Adam Pavlovčin     | Desmod a Zuzana Smatanová - "Pár dní"           |

#### Velké finále
Na začátku přenosu vystoupila moderátorka Ewa Farna se svojí písní Verze 02 a na konci pořadu vítězka posledního ročníku Barbora Piešová společně se svojí sestrou Lenkou s písní Pokoj.
Finále mělo tři dílčí kola, přičemž po každém z nich bylo hlasování přerušeno a soutěžící s nejmenším počtem hlasů byl vyřazen.

##### TOP 4 – Anglická píseň
| Pořadí | Soutěžící          | Píseň                  | Zpěvák          | Rozhodnutí |
| ------ | ------------------ | ---------------------- | --------------- | ---------- |
| 1      | Elizabeth Kopecká  | „It Will Rain“         | Bruno Mars      | postoupila |
| 2      | Nikolas Bitkovskij | „I Want It That Way“   | Backstreet Boys | postoupil  |
| 3      | Adam Pavlovčin     | „Arcade“               | Duncan Laurence | postoupil  |
| 4      | Katarína Stohrová  | „Nothing Else Matters“ | Metallica       | vyřazena   |

##### TOP 3 – Československá píseň
| Pořadí | Soutěžící          | Píseň               | Zpěvák             | Rozhodnutí |
| ------ | ------------------ | ------------------- | ------------------ | ---------- |
| 1      | Elizabeth Kopecká  | „V stínu kapradiny“ | Jana Kratochvílová | postoupila |
| 2      | Nikolas Bitkovskij | „Anděl“             | Mirai              | vyřazen    |
| 3      | Adam Pavlovčin     | „Láska“             | Marcel Palonder    | postoupil  |

##### TOP 2 – Castingové skladby
| Pořadí | Soutěžící         | Píseň  | Zpěvák         | Rozhodnutí |
| ------ | ----------------- | ------ | -------------- | ---------- |
| 1      | Elizabeth Kopecká | „Stay“ | Rihanna        | 2. místo   |
| 2      | Adam Pavlovčin    | „Skin“ | Rag'n'Bone Man | vítěz      |

## Sledovanost
| #  | Epizoda                        | Datum premiéry     | Datum premiéry     | Sledovanost | Sledovanost   | Ref.          |
| #  | Epizoda                        | Česko              | Slovensko          | Česko       | Slovensko     | Ref.          |
| -- | ------------------------------ | ------------------ | ------------------ | ----------- | ------------- | ------------- |
| 1  | Castingy 1                     | 4. září 2021       | 3. září 2021       | 571 000     | 386 000       | [ 8 ] [ 9 ]   |
| 2  | Castingy 2                     | 12. září 2021      | 10. září 2021      | 653 000     | 416 000       | [ 10 ] [ 11 ] |
| 3  | Castingy 3                     | 19. září 2021      | 17. září 2021      | 655 000     | 453 000       | [ 12 ] [ 13 ] |
| 4  | Castingy 4                     | 26. září 2021      | 24. září 2021      | 661 000     | 422 000       | [ 14 ] [ 15 ] |
| 5  | Castingy 5                     | 3. října 2021      | 1. října 2021      | 606 000     | 480 000       | [ 16 ] [ 17 ] |
| 6  | Castingy 6                     | 10. října 2021     | 8. října 2021      | 647 000     | 439 000       | [ 18 ] [ 19 ] |
| 7  | Castingy 7                     | 17. října 2021     | 15. října 2021     | 674 000     | 438 000       | [ 20 ] [ 21 ] |
| 8  | Super výběr 1 – Máchovo jezero | 24. října 2021     | 22. října 2021     | 585 000     | 402 000       | [ 22 ] [ 23 ] |
| 9  | Super výběr 2 – Máchovo jezero | 31. října 2021     | 29. října 2021     | 508 000     | 323 000       | [ 24 ] [ 25 ] |
| 10 | Super výběr 3 – Duety          | 7. listopadu 2021  | 5. listopadu 2021  | 576 000     | 400 000       | [ 26 ] [ 27 ] |
| 11 | Super výběr 4 – Duety          | 14. listopadu 2021 | 12. listopadu 2021 | 611 000     | 371 000       | [ 28 ] [ 29 ] |
| 12 | Semifinále                     | 21. listopadu 2021 | 19. listopadu 2021 | 622 000     | 382 000       | [ 30 ] [ 31 ] |
| 13 | Finále 1                       | 28. listopadu 2021 | 28. listopadu 2021 | 592 000     | 361 000       | [ 32 ] [ 33 ] |
| 14 | Finále 2                       | 5. prosince 2021   | 5. prosince 2021   | 588 000     | 298 000       | [ 34 ]        |
| 15 | Finále 3                       | 12. prosince 2021  | 12. prosince 2021  | 642 000     | bude oznámeno |               |
| 16 | Superfinále                    | 19. prosince 2021  | 19. prosince 2021  | 686 000     | 446 000       |               |